# Saint-Saturnin (Marne)
Saint-Saturnin je francouzská obec v departementu Marne v regionu Grand Est. Žije zde 48 obyvatel.

## Geografie
Obec leží u hranic departementu Marne s departementem Aube.

### Sousední obce
| Růžice kompasu |           | Thaas          | Faux-Fresnay    | Růžice kompasu |
| Růžice kompasu | Marsangis | Sever          | Courcemain      | Růžice kompasu |
| Růžice kompasu | Marsangis | Saint-Saturnin | Courcemain      | Růžice kompasu |
| Růžice kompasu | Marsangis | Jih            | Courcemain      | Růžice kompasu |
| Růžice kompasu |           | Vouarces       | Boulages (Aube) | Růžice kompasu |